# Особое совещание при главнокомандующем ВСЮР
Особое совещание при Главкоме ВСЮР (Вооруженных Сил Юга России) — законосовещательный и распорядительный орган управления антибольшевистских сил на Юге России в 1918—1919 гг., выполнявший функции правительства на территории, подконтрольной войскам Добровольческой армии и ВСЮР. Главной целью Особого совещания было объединение всех антисоветских сил, а политическим лозунгом – восстановление «Единой неделимой России» в границах на 1 августа 1914 года. 
Было создано 31 августа 1918 года в Екатеринодаре как высший орган гражданского управления при верховном руководителе Добровольческой армии генерале М. В. Алексееве; со вступлением генерала А. И. Деникина в должность главнокомандующего Добровольческой армией было преобразовано в совещательный орган в области законодательства и верховного управления при главнокомандующем Добровольческой армией.
По «Положению об Особом совещании» от 15 февраля 1919 года, стало выполнять функции дореволюционных Совета Министров и Государственного совета.
Упразднено А. И. Деникиным 30 декабря 1919 года в связи с его преобразованием в чисто исполнительный орган — правительство при главнокомандующем ВСЮР, которое в марте 1920 года сменило Южнорусское правительство.

## Формирование Особого совещания

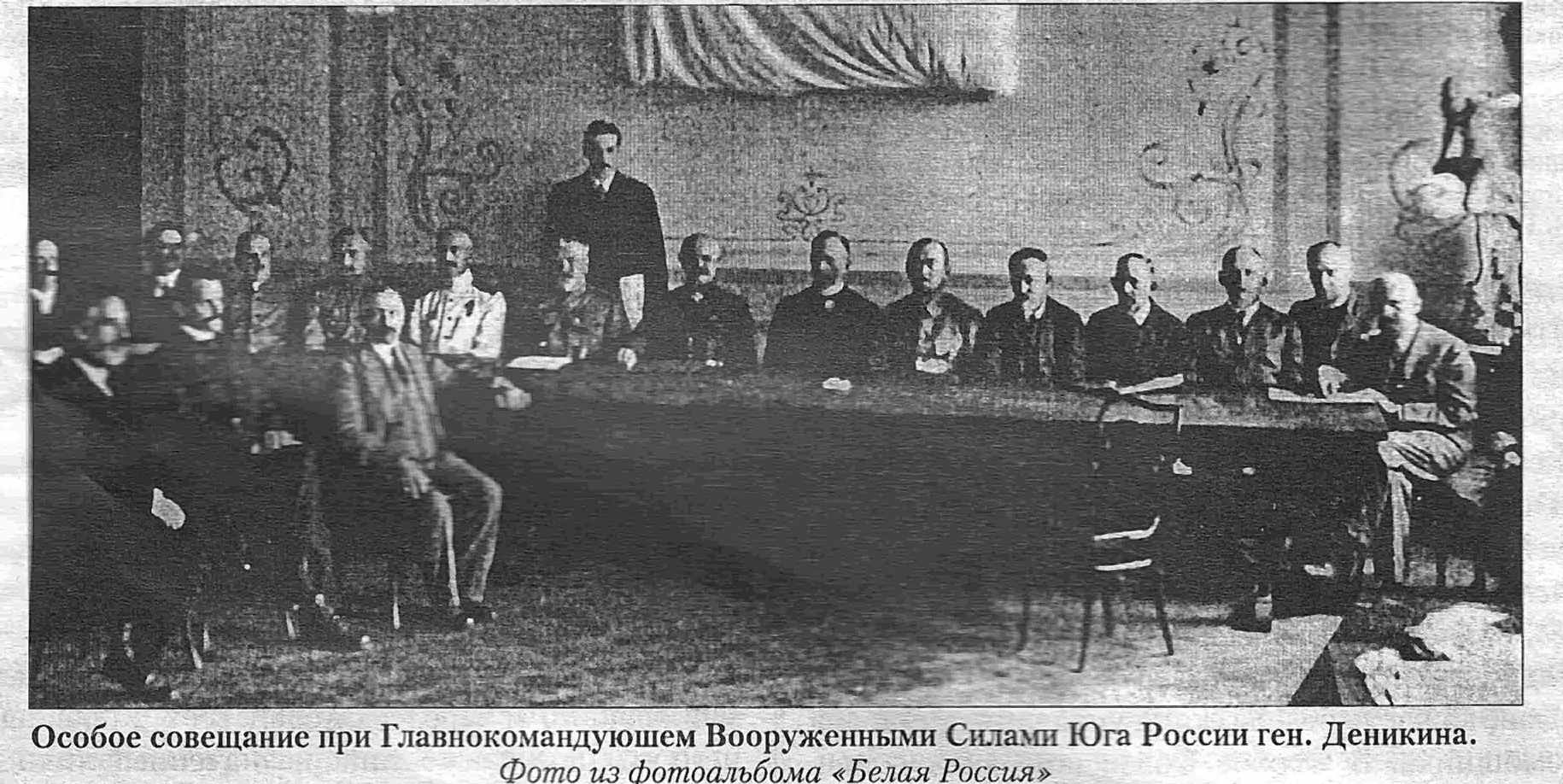
Одно из заседаний Особого совещания

Предшественником Особого совещания был Донской гражданский совет, созданный в декабре 1917 года и распавшийся из-за противоречий между белыми генералами — старшими начальниками Добровольческой армии — и членом совета социалистом Б. В. Савинковым.
В августе 1918 года в связи со значительным расширением территории, контролируемой Добровольческой армией назрела проблема гражданского управления на занятых территориях. 31 августа 1918 года было создано Особое совещание. Первоначально оно работало по утверждённому генералом М. В. Алексеевым «Положению об Особом совещании при Верховном руководителе Добровольческой армии», разработанному в конце августа 1918 года общественным деятелем В. В. Шульгиным при участии генерала А. М. Драгомирова. Название «Особое совещание» отражало отношение командования к этому учреждению как к чему-то временному, чему предстояло действовать до образования «настоящего», всероссийского правительства.
Особое совещание было задумано как чисто совещательный орган, состоящий из начальников отделов, набор которых соответствовал традиционному составу центральных ведомств. Председателем Особого совещания был сам генерал Алексеев, его заместителями — генералы Деникин, Драгомиров и Лукомский.
По Положению, Особому совещанию надлежало:
- разрабатывать вопросы, связанные с восстановлением органов государственного управления и самоуправления на территориях, контролируемых Добровольческой армией;
- подготавливать законопроекты «по всем отраслям государственного устройства, как местного значения, так и в широком государственном масштабе, по воссозданию великодержавной России в её прежних пределах»;
- организовать контакты со всеми областями бывшей Российской империи с целью совместной работы с их правительствами и политическими партиями по «восстановлению великодержавной России»;
- организовать контакты с представителями держав Антанты и вырабатывать совместные действия по борьбе против коалиции Центральных держав[2][3].

Утверждая Положение, Алексеев воздержался от его публикации, чтобы избежать конфликта с кубанскими властями, ревностно оберегавшими «суверенитет» Кубанского края. По сути, войсковые правительства рассматривались в нём как органы местного самоуправления, не обладающие самостоятельностью.
Острейший дефицит кадров, располагающих опытом управления и авторитетом, привёл к тому, что фактическое образование аппарата Особого совещания продвигалось медленно. 25 сентября (8 октября) генерал Алексеев скончался, и в тот же день генерал Деникин принял на себя звание главнокомандующего Добровольческой армией, объединив таким образом в своих руках командование армией и управление занятой ею территорией; соответственно, совещание было переименовано в Особое совещание при главнокомандующем Добровольческой армией. В сентябре — октябре 1918 года людей удалось подобрать, и отделы Особого совещания были в целом организованы.
Переход в подчинение Деникину Донской армии и создание ВСЮР в январе 1919 года, расширение занимаемой территории и вызванные этим увеличение и усложнение управленческих задач и увеличение административного аппарата привели к тому, что Особое совещание на практике вышло за рамки прежнего Положения и превратилось в высший законосовещательный и исполнительный орган, а отделы при нём — в подобие дореволюционных министерств. Тогда же профессор права Петербургского университета К. Н. Соколов и В. Н. Челищев по приказу Деникина подготовили проект нового «Положения об Особом совещании при главнокомандующем ВСЮР». Почти все отделы получили наименование управлений, а их руководители стали начальниками управлений. Они по должности входили в Особое совещание, пользовались правами министров и, в частности, правом личного доклада главнокомандующему. Постановления Особого совещания подлежали утверждению главнокомандующим. 2 (15) февраля новое «Положение об Особом совещании» было утверждено Деникиным. Согласно этому документу, в Особое совещание вошли управления: военное, военно-морское, внутренних дел, земледелия, иностранных дел, исповеданий, народного просвещения, почт и телеграфов, продовольствия, путей сообщения, торговли и промышленности, финансов, юстиции, государственного контроля. До сентября 1919 года председателем Особого совещания являлся генерал от кавалерии А. М. Драгомиров, затем ‑ начальник Военного управления генерал-лейтенант А. С. Лукомский. До июля 1919 года размещалось в Екатеринодаре; позднее — в Ростове.

## Состав Особого совещания
Как утверждал Деникин, состав Особого совещания подбирался «по признакам деловым, а не политическим». Однако политический характер Белого движения неизбежно сказывался в предпочтении, оказываемом главным командованием тем или иным партиям. Деникин и другие военно-политические руководители признавали, что крайне правые и умеренные социалисты не допускались в Особое совещание именно по политическим соображениям.
Состояло в основном из членов Национального центра и Совета государственного объединения России.
- Председатели:
  - генерал А. М. Драгомиров (октябрь 1918 г. — сентябрь 1919 г.);
  - генерал-лейтенант А. С. Лукомский (сентябрь — декабрь 1919 г.).
- Начальники управлений:
  - Внутренних дел — Н. И. Астров;
  - Юстиции — генерал-лейтенант Макаренко (помощник М. Ивановский);
  - Путей сообщения — Э. П. Шуберский (помощник Е. М. Филоненко);
  - Торговли и промышленности — В. А. Лебедев (помощник инженер Клепинин);
  - Иностранных дел — С. Д. Сазонов, А. А. Нератов;
  - Финансов — И. О. Гейман, М. В. Бернацкий;
  - Контролёр — В. А. Степанов;
  - Снабжения армии — генерал Г. И. Картаци;
  - Военных сообщений — генерал Н. М. Тихменев;
  - Продовольствия − С. Н. Маслов.

Также в Особом совещании работали журналист и судебный деятель Н. Н. Чебышёв, начальник управления внутренних дел В. П. Носович, кадет проф. К. Н. Соколов (от ОСВАГа).
В ноябре 1918 года при Особом совещании был образован Совет по делам внешней политики для разработки вопросов, связанных с участием представителей Особого совещания в составе делегации Русского политического совещания на Парижской мирной конференции 1919—1920 годов. В январе 1919 года была создана Комиссия по национальным делам (председатель В. В. Шульгин). Действовали также комиссии по созданию рабочего и земельного законодательств и др.

## Упразднение
Особое совещание, находившееся с августа 1919 года в Ростове-на-Дону, было упразднено Деникиным 30 декабря 1919 года (уже в Новороссийске) и заменено правительством при Главнокомандующем ВСЮР во главе с генералом А. С. Лукомским. В марте 1920 года в Новороссийске оно было преобразовано Деникиным в Южнорусское правительство. Преемником Южнорусского правительства стало созданное в Крыму в 1920 году П. Н. Врангелем Правительство Юга России.